# Al Maghribia
Al Maghribia (en arabe : المغربية ; en français : La Marocaine) est une chaîne de télévision généraliste marocaine appartenant à la Société nationale de radiodiffusion et de télévision lancée le 18 novembre 2004.

## Présentation
La programmation de cette chaîne est constituée exclusivement de la diffusion et/ou de la rediffusion des meilleures émissions de 2M et  les chaines TV de la SNRT. Notamment les journaux télévisés en Français, Espagnol, Arabe et Amazigh et les émissions d’informations. La chaîne émet à partir du Maroc via les satellites Hot Bird et Nilesat.
Créée sur le modèle de la chaîne française TV5, Al Maghribia cible en priorité les millions de Marocains résidents à l'étranger. Elle a pour vocation principale le maintien des liens entre les expatriés marocains et le pays.
En janvier 2014, Abdessamad Bencherif annonce vouloir faire d'Al Maghribia une chaîne internationale d'information, et ce dans le but de « contrer la désinformation que mènent les adversaires du Maroc et les ennemis de ses intérêts ».
La chaîne change de résolution pour passer en haute définition le 20 novembre 2017.

## Histoire
Al maghribia a été lancée le 18 novembre 2004.
La chaîne a été dirigée par Abdelamjid Fassi, fils de l’ancien premier ministre Abbas El Fassi.

## Programmes
Chaque matin à 7h, une diffusion de l'hymne national suivie d'une lecture coranique à lieu.
Comme pour chaque chaine TV et Radio de la SNRT, la retransmission de la prière du vendredi y est diffusé depuis une mosquée du Royaume, généralement depuis Rabat.

## Audiences
En 2013, Al Maghribia cumule une moyenne de 17 000 téléspectateurs (5 ans et plus) par jour, une part d'audience de 4,3 %.

## Galerie

Logo actuel.
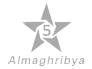
Logo avec texte écrit en alphabet latin.